# Bình Tân, Gò Công Tây
Bình Tân là một xã thuộc huyện Gò Công Tây, tỉnh Tiền Giang, Việt Nam.

## Địa lý
Xã Bình Tân có diện tích 17,15 km², dân số năm 1999 là 10.151 người, mật độ dân số đạt 592 người/km².